# تومي هيغينسون
تومي هيغينسون (بالإنجليزية: Tommy Higginson)‏ هو لاعب كرة قدم بريطاني، ولد في 6 يناير 1937 في Newtongrange ‏ في المملكة المتحدة، وتوفي في 22 يوليو 2012 في ايزلورث في المملكة المتحدة. لعب مع نادي برينتفورد ونادي هيلينغدون بورو.